# Eugeni de Florència
Eugeni de Florència (Llombardia?, s. IV - Florència, mitjan s. V) fou un religiós, diaca a Florència. És venerat com a sant per diverses confessions cristianes. Era ardiaca del bisbe de Florència sant Zenobi a començaments del segle v, amb Sant Crescenci com a sotsdiaca. Es va distingir per la seva caritat amb els pobres. La Vita Zenobii diu que fou nomenat bisbe de Florència, però és un document molt posterior i poc fiable. Segons la llegenda, poc versemblant, Eugeni fou educat per Ambròs de Milà, que l'ordenà diaca i el portà amb ell quan anà a Florència, confiant-lo llavors a Zenobi. Després d'haver viscut santament i haver fet alguns miracles, morí assistit per Ambròs, Zenobi i Crescenci. La seva memòria es commemora el 17 de novembre.